# Chaz Davies
Chaz Davies (Knighton, 10 de fevereiro de 1987) é um motociclista galês.
Em 2007 substitui Alex Hofmann no GP dos EUA de MotoGP.